# Ulrich Graf (politicus)
Ulrich Graf (Bachhagel, 6 juli 1878 - München, 3 maart 1950) was een Duits nationaalsocialist.

## Biografie
Na zijn studie ging hij bij het Beiers leger. In 1904 zwaaide hij af nadat hij een verwonding had opgelopen. Hij werd stadsbediende te München.
Na de Eerste Wereldoorlog werd hij lid van de Duitse Arbeiderspartij. Graf was stichtend lid van de Sturmabteilung. In 1921 werd hij lid nr. 2882 van de NSDAP en werd hij de persoonlijke lijfwacht van Adolf Hitler.
In december 1924 werd hij te München verkozen als gemeenteraadslid en hij zetelde vanaf 1 januari 1925. In dat jaar trad hij opnieuw toe tot de verboden en nieuw opgerichte NSDAP als lid nr. 8. Hij werd ook lid nr. 26 van de Schutzstaffel. Vanaf einde 1925 was hij bijzitter in het hoogste partijgerechtshof van de NSDAP. In 1929 werd hij herverkozen als gemeenteraadslid.
Op 9 november 1923 bij de Bierkellerputsch plaatste hij zich voor Hitler toen de Beierse politie bij de Feldherrnhalle het vuur opende. Hij raakte daarbij zwaargewond.
Vanaf 1935 was hij raadsheer van München. In 1936 werd hij lid van de Rijksdag. In 1943 kreeg hij de rang van SS-Brigadeführer.
In 1948 na de Tweede Wereldoorlog werd hij veroordeeld tot vijf jaar dwangarbeid.

## Militaire loopbaan
- SS-Brigadeführer: 20 april 1943[1]
- SS-Oberführer:[3][4] 20 april 1937[5]
- SS-Standartenführer:[6] 9 november 1935[5]
- SS-Obersturmbannführer: 24 februari 1935[1][5]
- SS-Sturmbannführer: 9 november 1933[1][5]
- SS-Sturmführer: 1 oktober 1932[4][5]
- Feldwebel:[1]
- Vrijwilliger: 1 november 1896[6]

## Lidmaatschapsnummers
- NSDAP-nr.: 8[5] (lid geworden 1 januari 1925)[1]
- SS-nr.: 26[5] (lid geworden 1 november 1925)[1]

## Decoraties
Selectie:
- Bloedorde, nr. 21 op 9 november 1933[1][5]
- Medaille ter Herinnering aan de 13e Maart 1938[1]
- Dienstonderscheiding van de NSDAP, goud [1]
- Gouden Ereteken van de NSDAP,[1] nr. 8
- Coburg-insigne in oktober[1] 1922[4][5]
- Ehrenwinkel der Alten Kämpfer
- Gewondeninsigne 1918 in zwart[1]
- Julleuchter der SS op 16 december 1935[1]

- Gemeinsame Normdatei: 124360874
- International Standard Name Identifier: 0000 0000 4015 3715
- Library of Congress Control Number: n2004063863
- Virtual International Authority File: 15702929
- WorldCat: E39PBJkp9BwHBQx7P8rW8p6R8C